# Guerre sous-marine dans les campagnes de la mer Noire (1941)
Front de l'Est (Seconde Guerre mondiale)
Batailles
- Constanța
- 26 juin 1941
- 9 juillet 1941
- München
- Odessa
- Crimée (1941)
- 6 décembre 1941
- Jibrieni
- Cap Burnas
- Kertch-Eltigen
- Crimée (1944)

- Raids soviétiques de surface
- Opérations navales roumaines

Campagnes sous-marines
- 1941
- 1942
- 1943
- 1944

La guerre sous-marine dans les campagnes de la mer Noire  pendant la Seconde Guerre mondiale en 1941 impliquait principalement des engagements entre des sous-marins soviétiques de la flotte de la mer Noire attaquant des marchands de l'Axe défendus par des navires de guerre roumains et bulgares. Ces engagements faisaient partie des campagnes navales de la mer Noire entre l'Axe et les forces navales soviétiques.

## Contexte
Au début de la guerre, la marine soviétique jouissait d'une supériorité absolue en termes de guerre sous-marine, possédant 47 sous-marins actifs dans la mer Noire contre le seul sous-marin exploité par la marine militaire roumaine, le solitaire NMS Delfinul.

## Engagements
- Le 9 juillet, la canonnière roumaine Stihi Eugen a informé le torpilleur roumain Năluca et les torpilleurs Viscolul et Vijelia que le périscope d'un sous-marin ennemi avait été aperçu près de Mangalia. Dans la bataille qui a suivi, l'action du 9 juillet 1941, le sous-marin soviétique Shch-206 de classe Shchuka a été attaqué par Năluca, d'abord avec des obus de 20 mm, puis avec des charges de profondeur,  a finalement coulé avec tout son équipage à bord. Selon des sources roumaines, un deuxième sous-marin a également été coulé par les autres deux torpilleurs.

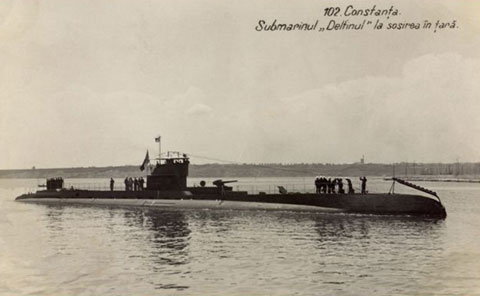
MNS Delfinul

- Le 11 août, le sous-marin roumain NMS Delfinul [1] a été attaqué sans succès par un sous-marin de classe M M-33 près de Constanța.

- Le 15 août, le marchand roumain Peles est torpillé et coulé par le sous-marin soviétique ShCh-211 [2] au nord-est du cap Éminé, dans les eaux bulgares, tandis que le pétrolier italien Superga est manqué lors de la même attaque.

- Le 16 août, le sous-marin soviétique ShCh-211 a attaqué une fois de plus près du cap Éminé, mais a raté le marchand roumain Ardeal.

- Le 14 septembre, le marchand bulgare Chipka a coulé après avoir couru sur une mine posée par le sous-marin soviétique L-4 [3], près de Varna.

- Le 19 septembre, le dragueur de mines auxiliaire bulgare W-2 a coulé près du cap Galata en raison d'une mine posée par le sous-marin soviétique L-4 ou L-5.

- Le 5 octobre, le destroyer roumain Regina Maria a été attaqué sans succès par le sous-marin soviétique L-4 près de Mangalia.

- Le 10 octobre, le mouilleur de mines auxiliaire roumain Regele Carol I a coulé près du cap Galata après avoir couru sur une mine posée par le sous-marin soviétique L-4 ou L-5.

- Entre le 17 et le 21 octobre, la date exacte n'étant pas claire, le sous-marin soviétique M-58 [4] a été perdu ; très probablement avoir heurté une mine dans la région de l'estuaire du Danube.

- Le 26 octobre, le petit sous-marin soviétique M-35 [5] a attaqué au canon en surface, un convoi de barges allemandes : le SF-25 a été coulé et le SF-36 a été lourdement endommagé et conduit à terre au large de Sulina.

- Le 3 novembre, le voilier turc Kaynakdere a été coulé à coups de canon par le sous-marin soviétique Shch-214 [6] près du cap Igneada. Après ce jour, le sous-marin soviétique M-34 a été perdu à une date incertaine près de Costanta.

- Le 5 novembre, le pétrolier italien Torcello est torpillé et coulé par le sous-marin soviétique Shch-214 près du cap Igneada. Le même jour, le sous-marin roumain Delfinul a réclamé le torpillage et le naufrage du pétrolier soviétique Uralles au large de Yalta, la seule attaque de torpille réussie connue d'un sous-marin roumain pendant la guerre. Cependant, le pétrolier a peut-être été coulé par la Luftwaffe le 29 octobre tandis que d'autres sources rapportent qu'il a probablement été attaqué par le mouilleur de mines Ostrovsky.

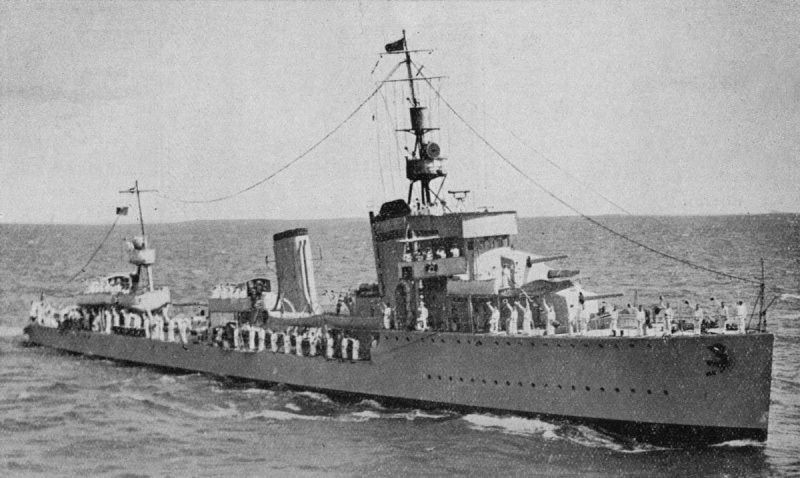
Destroyer roumain Regele Ferdinand

- Le 6 novembre, le destroyer roumain Mărășești a été attaqué sans succès par le sous-marin soviétique S-33 de classe S près de Mangalia.

- Entre le 12 et le 13 novembre, le sous-marin soviétique S-34 [7] a probablement coulé sur des mines au large des côtes bulgares.

- Après le 14 novembre, le sous-marin soviétique ShCh-211 a été perdu dans le champ de mines défensif roumain "S-18" au sud de Varna.

- Le 18 novembre, le marchand turc Yenice a été torpillé et coulé dans les eaux bulgares par le sous-marin soviétique ShCh-215 [8] .

- Le 29 novembre, le sous-marin soviétique ShCh-211 torpille et coule le pétrolier italien Superga près du cap Éminé.

- Le 6 décembre (action du 6 décembre 1941), le sous-marin soviétique Shch-204 a été repéré par l' avion de reconnaissance bulgare Arado Ar 196 près de Varna. Les chasseurs de sous-marins bulgares Belomorets et Chernomorets, ainsi que l'avion, ont attaqué et coulé le sous-marin avec des charges sous-marines.

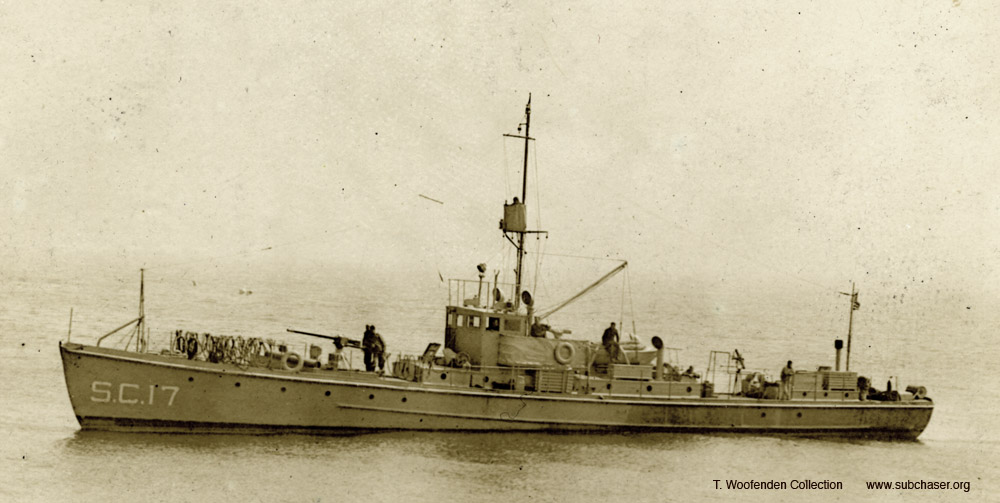
Les chasseurs de sous-marins bulgares étaient du type américain SC-1

- Le 17 décembre, près de Jibrieni (Bataille de Jibrieni), le sous-marin soviétique M-59 [9] a attaqué un convoi de l'Axe composé des cargos hongrois Kassa et Kolozsvár et du cargo bulgare Tzar Ferdinand, escorté par la marine roumaine avec le Regele Ferdinand et Regina Maria, les canonnières Stihi Eugen et Sublocotenent Ghiculescu  et les torpilleurs Sborul et Smeul. L'attaque a échoué, le M-59 étant chargé en profondeur par Regele Ferdinand coula avec son équipage à bord. Selon d'autres sources, M-59 a été perdu en cours d'exécution sur des mines plus tôt en novembre.

### Articles externes
- (ru) Flotte de la mer Noire
- (en) Romanian Armed Forces in the Second World War